# 9-Meter-Klasse der DGzRS
Die 9-Meter-Klasse war die dritte und letzte Baureihe (Klasse) der 1. Generation von Seenotrettungsbooten (SRB), die von der Deutschen Gesellschaft zur Rettung Schiffbrüchiger (DGzRS) nach dem Zweiten Weltkrieg in Auftrag gegeben wurde. Nach den Stationierungen der 12 neuen Boote der 7-Meter-Klasse und der zwei Boote der 12-Meter-Klasse sollte eine weitere Modernisierung der Rettungsflotte erfolgen. Die Schiffs- und Bootswerft Schweers in Bardenfleth erhielt den Auftrag zum Bau von fünf Exemplaren dieser Klasse, die ab 1977 die Flotte ergänzten und fast 30 Jahre bis 2006 im Dienst der Gesellschaft standen.

## Entwicklung und Eigenschaften

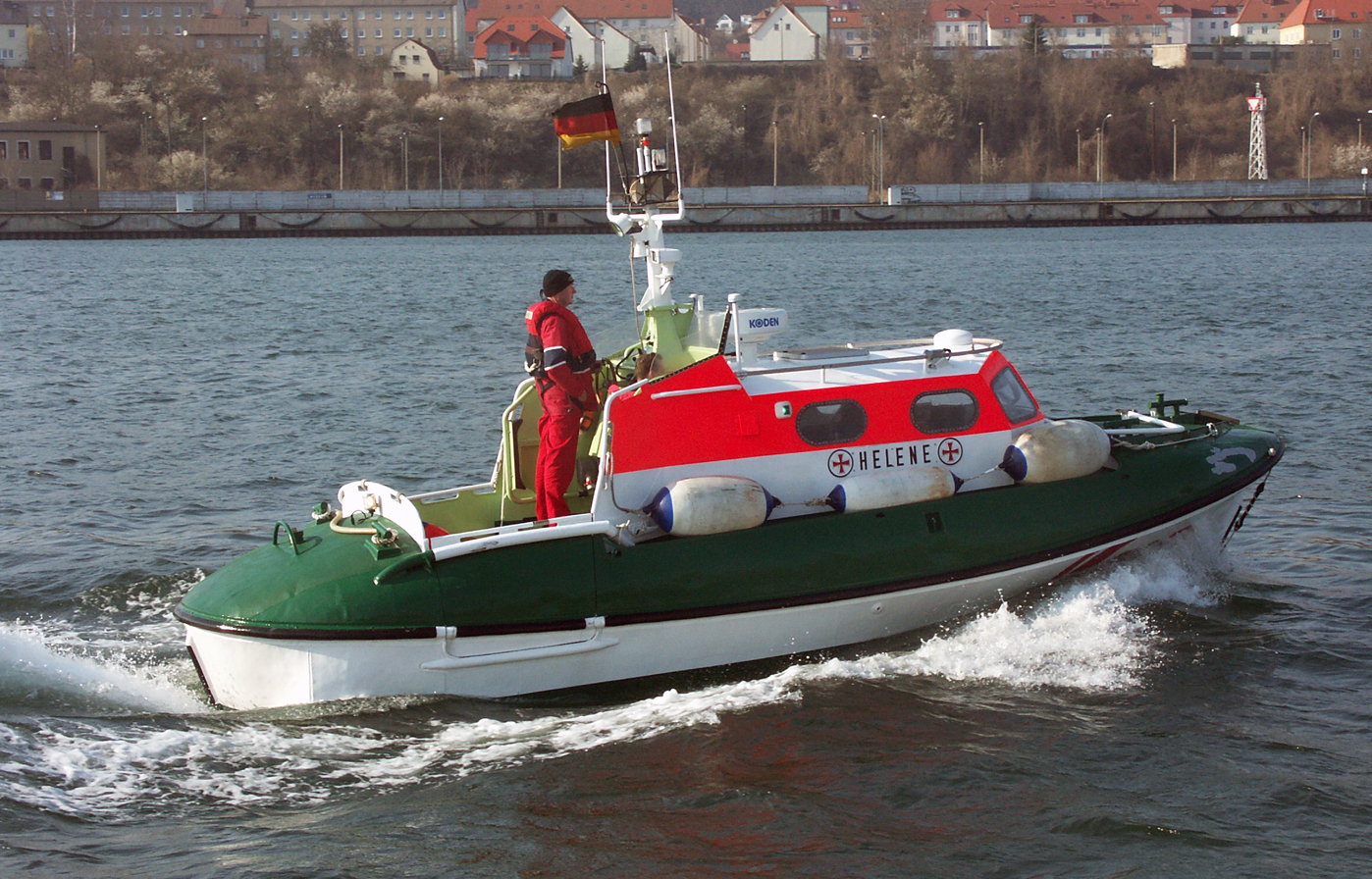
TB Helene der Wilhelm Kaisen

Nach den Neu- und Umstationierungen 1971/72 der beiden Vorgängerbaureihen war die DGzRS zunächst mit dem Entwurf der großen Seenotkreuzer (SK) für permanente Seepositionen vor den deutschen Küsten beschäftigt. Dies führte zur Indienststellung des Typschiffs John T. Essberger 1975. Das für diesen SK-Typ konstruierte Tochterboot mit 8,8 Meter Länge diente als Vorlage für die neue 9-Meter-Klasse. Nach den Erfahrungen mit der 7-Meter-Klasse entsprach diese Größe den Vorstellungen für die weitere Stationierung von neuen Booten an der Nordseeküste, sodass das 1971 gestartete Programm zur Ablösung der Vorkriegsgeneration von Motorrettungsbooten fortgesetzt werden konnte.
Als 9-Meter-Klasse erhielten die Boote einen 20 Zentimeter längeren Rumpf, der entsprechend dem Bauprinzip aller DGzRS-Boote ausgeführt wurde: doppelwandige Schweißkonstruktion aus Aluminium als Selbstaufrichter mit wasserdichten Abteilungen und dem typischen „Walfischdeck“ jener Zeit, das übergenommenes Wasser schneller abführen kann. Wie das Tochterboot besaßen auch die 9-Meter-Boote auf der Steuerbordseite eine Bergungspforte für die Rettung von Personen aus dem Wasser. Durch die etwas größere Länge erhielt man mehr Platz in der allseits geschlossenen Kajüte, die dadurch an der Seite drei Fenster erhalten konnte.
Am hinteren Ende der Kajüte befand sich ein offener Steuerstand, an dem der Schiffsführer stehend über die Kajüte hinweg das Schiff steuern konnte. Für Schlechtwetterfahrten konnte das Boot auch von einem innen liegenden Steuerstand mit Schleuderscheibe in der Front gefahren werden. Der 150-PS-Dieselmotor erlaubte eine maximale Geschwindigkeit von 15 Knoten. Am einbeinigen Mast direkt am Steuerstand waren ein Radargerät und die Antennen für die UKW-Seefunkanlage montiert. Später wurden GPS, DGPS und Echolot nachgerüstet bzw. die eingebaute Technik ergänzt und erneuert. Wie alle anderen Boote besaßen sie eine stabile Schleppeinrichtung und führten eine mobile Lenzpumpe mit. Zur medizinischen Versorgung standen eine Sanitätsausrüstung und eine Trage zur Verfügung sowie warme Kleidung für Gerettete.

## Weitere Bootsklassen der 1. Generation
Neben den fünf Booten der 9-Meter-Klasse hatte die DGzRS zwei weitere Klassen geschaffen:
- 1971/72: 12 Boote der 7-Meter-Klasse
- 1980/81: 3 ehemalige Tochterboote, die ebenfalls der 7-Meter-Klasse zugeordnet wurden
- 1972: 2 Boote der 12-Meter-Klasse

## Die Boote

### Walther Müller
Am 30. Juli 1977 wurde die Walther Müller gemeinsam mit zwei weiteren Booten dieser Serie am Werftstandort in Bardenfleth auf den Namen eines Förderers der DGzRS getauft. Danach erfolgte die Überführung zur neu errichteten Seenotrettungsstation Eiderdamm am Sturmflutsperrwerk der Eider. Der Verlegung des Seenotkreuzers H.-J. Kratschke im August 1996 von der Station Nordstrand an das Eidersperrwerk folgte die Verlegung der Walther Müller nach Mecklenburg-Vorpommern zur Seenotrettungsstation Freest am Greifswalder Bodden. Das Boot blieb aber nur drei Jahre in Freest, denn die Station erhielt im Oktober 1999 ein neues Boot der 9,5-Meter-Klasse. Dafür wechselte die Walther Müller letztmals die Station und verbrachte noch 7 Jahre auf der Seenotrettungsstation Breege auf der Insel Rügen. Dort wurde das Boot nach fast 30 Jahren im August 2006 endgültig außer Dienst gestellt.
Seit 2006 ist die Walther Müller im Freiluft-Hafenmuseum von Dornumersiel vor dem ehemaligen DGzRS-Rettungsschuppen Westeraccumersiel ausgestellt. Das Boot erhielt dort einen neuen Namen: Eppe de Bloom war der Name des ersten Vormanns dieser Station.

### Fritz Behrens
- weiterer Name: Arthur Menge

Namensgeber für die Fritz Behrens war die Fritz-Behrens-Stiftung, die das SRB finanziert hatte. Als einziges Boot dieser Klasse wurde es nach der Taufe am 30. Juli 1977 in Bardenfleth zu einer Station an der Ostsee verlegt. Auf der Seenotrettungsstation Langballigau an der Flensburger Förde löste das neue SRB das Vorgängerboot Kaatje aus der 7-Meter-Klasse ab, die zur Seenotrettungsstation Damp wechselte. Während der Stationierung in Langballigau erhielt das Boot am 23. Januar 1981 den neuen Namen Arthur Menge, dem früheren Oberbürgermeister von Hannover, der sich in den 1940er-Jahren um die Fritz Behrens-Stiftung verdient gemacht hatte. Der Grund für die Umbenennung war die Vermeidung einer doppelten Namensvergabe, denn dank einer großzügige Spende der Stiftung konnte ein neuer Seenotkreuzer gleichen Namens in Büsum in Dienst gestellt werden. Mit Stationierung der Werner Kuntze, einem neuen SRB der 9,5-Meter-Klasse, verlegte die DGzRS die Arthur Menge von Langballigau nach Schleswig, wo das Boot im November 2006 die aktive Zeit bei der DGzRS beendete.
Wie ihr Schwesterschiff Hörnum wurde das SRB an den Seenotrettungsdienst von Uruguay verkauft und im Frühjahr 2007 nach Montevideo verschifft. Die Asociación Honoraria de Salvamentos Marítimos y Fluviales (ADES) nutzt das Rettungsboot als ADES 18 Hamburg Sud am Standort Puerto del Buceo.

### Wilhelm Hübotter
Die Wilhelm Hübotter wurde zusammen mit den Booten KRST 23 und KRST 24 am 30. Juli 1977 in Bardenfleth getauft. Als Name hatte ein namhafter Förderer der DGzRS seinen Vater Wilhelm Hübotter vorgeschlagen, der als renommierter Garten- und Landschaftsarchitekt in Hannover gewirkt hatte. Erster Liegeplatz war die Seenotrettungsstation Wangerooge, wo seit 1971 das 7-Meter-Boot Gesina gelegen hatte und daraufhin zur Station in Horumersiel verlegt wurde. 1999 ging auch die Wilhelm Hübotter nach Horumersiel an der Jade und blieb bis zur Ausmusterung im Dezember 2004 dort stationiert.
Das Boot hat danach einen festen 'Liegeplatz' gefunden und steht als Ausstellungsstück vor dem Eingang zum Hafenmuseum im Speicher XI in Bremen.

### Carl A. Wuppesahl
Die Carl A. Wuppesahl bekam bei ihrer Taufe am 18. August 1977 in Bremen den Namen eines Förderers der DGzRS. Anschließend trat sie den Dienst auf der Seenotrettungsstation Fedderwardersiel an und konnte die dort liegende Wilhelm Wiese ersetzen. Das noch unter der Regie des Seenotdienstes der deutschen Luftwaffe gebaute Rettungsschiff war 1944/45 als KRC 306 auf der Schiffswerft Abeking & Rasmussen in Lemwerder bei Bremen gebaut worden. Mit ihrem 60-PS-Motor konnte das mehr als 30 Jahre alte und 10 Meter lange Schiff aus Mahagoni 'nur' 8 Knoten Fahrgeschwindigkeit erreichen. Die Carl A. Wuppesahl blieb bis 1984 auf der Station und verlegte nach Revision 1985 an die Ostsee zur Seenotrettungsstation Eckernförde, wo die Umma aus der ersten Serie abgelöst wurde. Mit der Ankunft der neu gebauten Eckernförde im Juni 2004 nahm die DGzRS das 9-Meter-Boot aus dem aktiven Dienst.
Nach einer Überholung des Bootes gab die Gesellschaft das Boot Ende April 2005 an den Seenotrettungsdienst Namibias. Als Dank für die Spende beließ das Sea Rescue Institute of Namibia (SRIN) den Namen des Bootes und stationierte die Carl A. Wuppesahl in Walvis Bay (Walfischbucht).

### Hörnum
Im Oktober 1977 wurde die Hörnum in ihrem neuen Stationshafen auf der Insel Sylt getauft. Die Namensgebung erfolgte auf Wunsch des Landes Schleswig-Holstein, das für den Bau des Bootes 400.000 Mark zur Verfügung gestellt hatte. 22 Jahre blieb das Boot auf Sylt und wurde nach Revision im Mai 2000 nach Mecklenburg-Vorpommern zum Hafen Wieck verlegt, um den Bodden 'hinter' dem Darß rettungstechnisch abzusichern. Mit der festen Stationierung eines Bootes am Bodden wurde die historische Station in Prerow zur Doppelstation und umbenannt zur Seenotrettungsstation Prerow/Wieck. Mit Stationierung des 9,5-Meter-Boots Stralsund im Oktober 2005 erfolgte die Außerdienststellung der Hörnum.
Die DGzRS konnte das Boot, wie schon andere vorher, an den Seenotrettungsdienst von Uruguay verkaufen. Im Februar 2006 ging die Hörnum zusammen mit ihrem Schwesterschiff Arthur Menge als Schiffsfracht nach Montevideo. Der dortige Seenotrettungsdienst „Asociación Honoraria de Salvamentos Marítimos y Fluviales“ (ADES) ersetzte damit das ehemalige Tochterboot Tünnes vom Ex-Seenotkreuzer Ruhr-Stahl, das als Henry Cotelo im SAR-Dienst von Uruguay gestanden hatte.

### Tabelle der Stationierungen
| Seenotrettungsboote der 9-Meter-Klasse             |                              |                                                 |      |                            |                              |                                                     |
| Bau-Nr. – Name Rufzeichen                          | Rettungsstationen            | Stationierungen von – bis                       | Bild | Baudaten Werft             | Taufe                        | Bemerkung Verbleib                                  |
| KRST 23 WALTHER MÜLLER Ruf: DA 3987                | Eiderdamm Freest Breege      | 08/1977→08/1996 08/1996→11/1999 11/1999→08/2006 |      | Bj. 1977 Schweers Nr. 6433 | 30. Juli 1977 in Bardenfleth | → Museumsboot Dornumersiel                          |
| KRST 24 FRITZ BEHRENS 2. ARTHUR MENGE Ruf: DA 3988 | Langballigau Schleswig       | 08/1977→09/1999 09/1999→11/2006                 |      | Bj. 1977 Schweers Nr. 6432 | 30. Juli 1977 in Bardenfleth | 2. Name ab Jan. 1981 → Seenotrettungsdienst Uruguay |
| KRST 25 WILHELM HÜBOTTER Ruf: DA 3989              | Wangerooge Horumersiel       | 08/1977→03/1999 03/1999→12/2004                 |      | Bj. 1977 Schweers Nr. 6434 | 30. Juli 1977 in Bardenfleth | → Museumsboot Bremen                                |
| KRST 26 CARL A. WUPPESAHL Ruf: DA 3990             | Fedderwardersiel Eckernförde | 08/1977→1984 1985→06/2004                       |      | Bj. 1977 Schweers Nr. 6435 | 18. August 1977 in Bremen    | → Seenotrettungsdienst Namibia                      |
| KRST 27 HÖRNUM Ruf: DA 3991                        | Hörnum Prerow/Wieck          | 10/1977→12/1999 05/2000→10/2005                 |      | Bj. 1977 Schweers Nr. 6436 | Oktober 1977 in Hörnum       | → Seenotrettungsdienst Uruguay                      |
| Stand : @ Oktober 2020                             |                              |                                                 |      |                            |                              |                                                     |